# Plateaux de Castelluccio

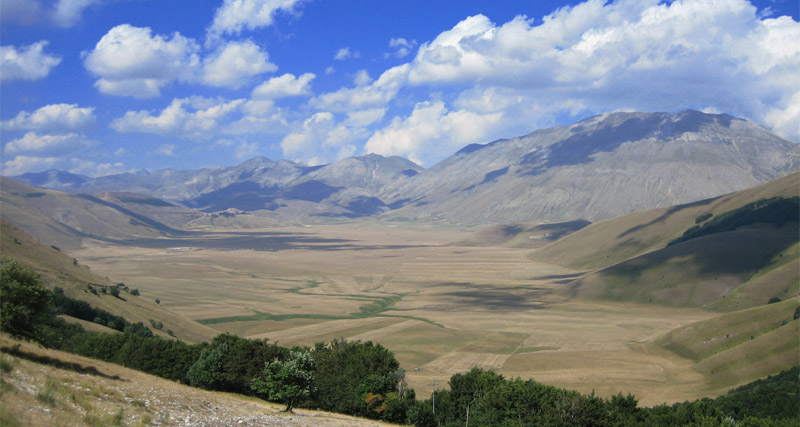
Piani di Castelluccio.

Les plateaux de Castelluccio (en italien : piani di Castellucio) constituent le fond d'un ancien lac asséché des Apennins, situé à proximité de Castelluccio di Norcia, dans la province de Pérouse.

## Géographie
Les plateaux sont connus pour leurs phénomènes karstiques. Ils sont au nombre de trois, situés à 1 350 mètres d'altitude, et d'une superficie de 15 km2. Il s'agit du :
- Pian Grande ;
- Pian Piccolo ;
- Pian Perduto.

Dans la partie méridionale du Pian Gande se trouve le fosso dei Mergani. Ce cours d'eau apparent qui semble être alimenté par une source est, en réalité, une doline à la forme allongée et étroite qui se termine dans un ponor dans lequel finissent les eaux des précipitations météorologiques captées par ledit fosso dei Mergani.
Le site est fameux également pour la « Fiorita », imposante floraison qui colore les plateaux entre la fin du mois de mai et début juillet (surtout des coquelicots, des bleuets et des marguerites) et qui offre un spectacle naturel remarquable.

Floraison des plateaux au printemps
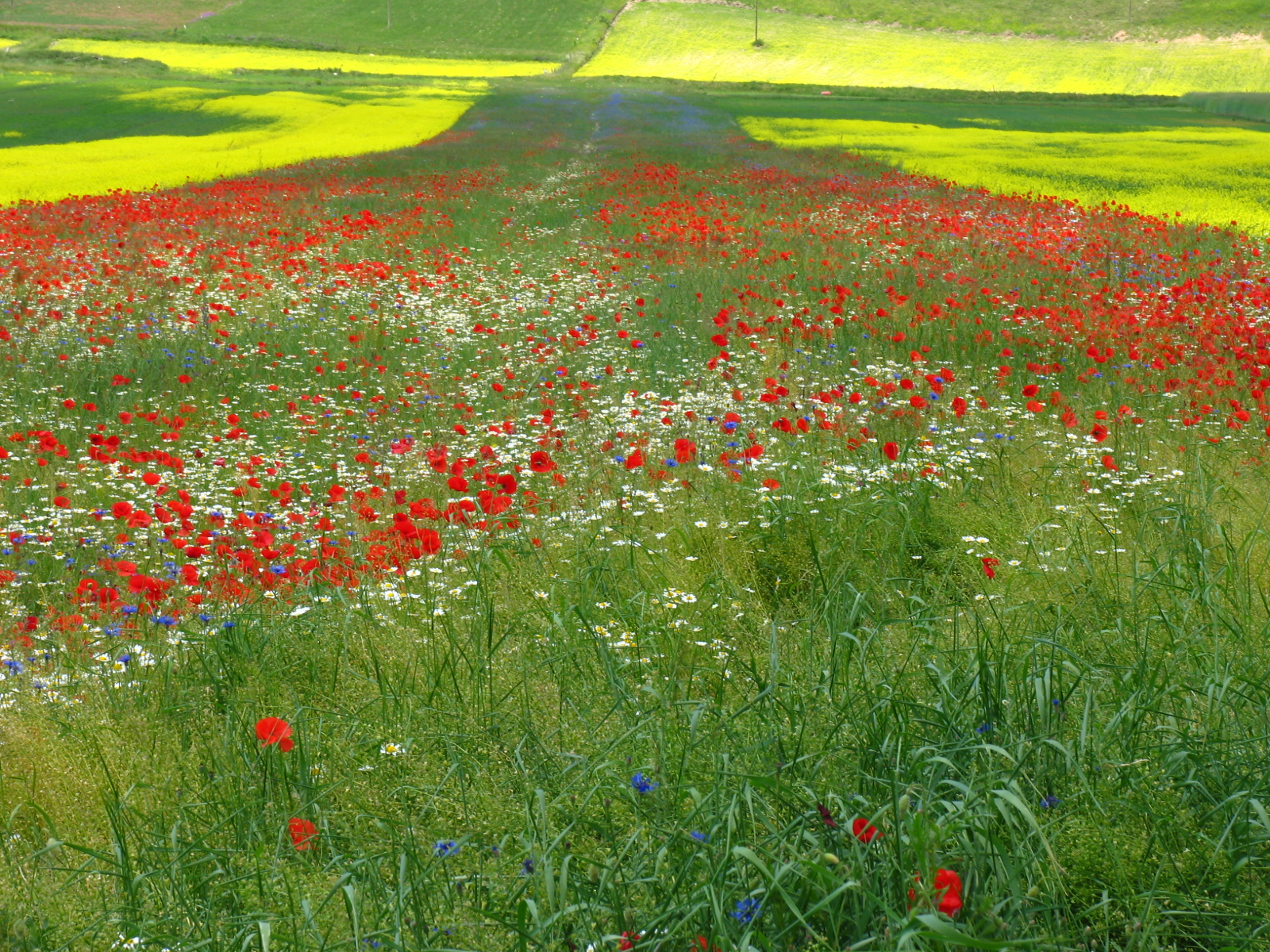
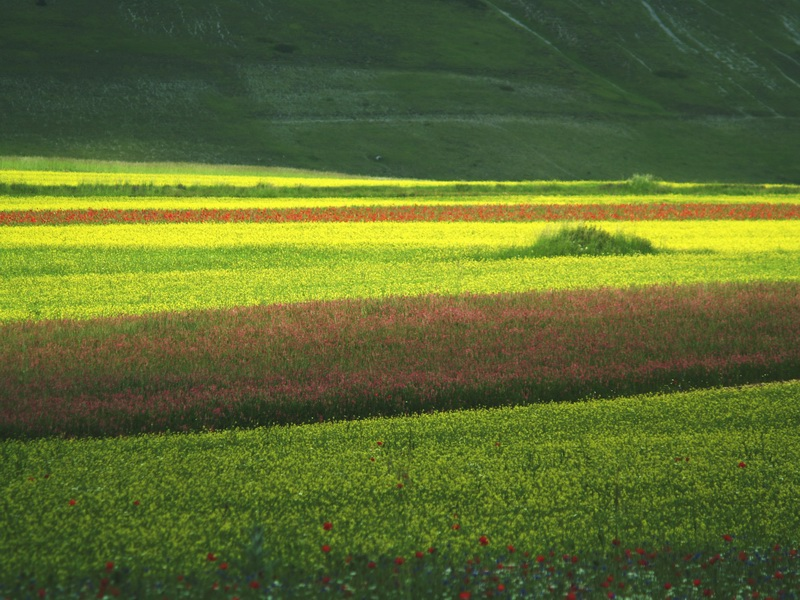
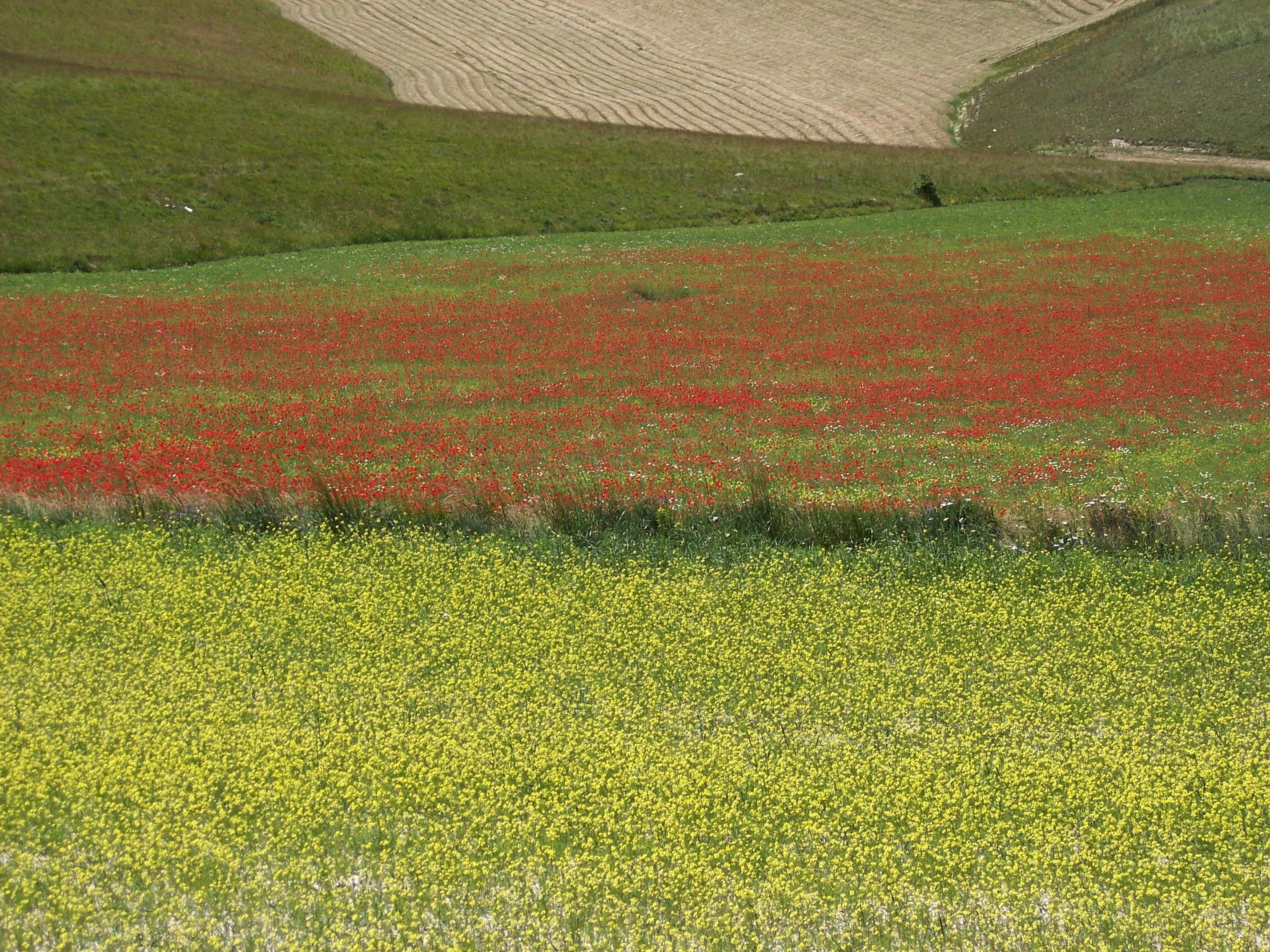